# Union étudiante
 (mai 2025).
L'Union étudiante est une fédération de syndicats étudiants locaux classés à gauche de l'échiquier politique, créée en 2023 à la suite d'une fusion de l'organisation « l'Alternative », elle-même créée en 2019 par un ensemble de syndicats indépendants dont certains issus de scissions locales de l'UNEF, avec de multiples sections locales de l'UNEF l'ayant quitté en 2023.
Elle revendique l'héritage historique de l'UNEF.
Elle a actuellement le statut d'organisation étudiante représentative.

## Histoire

### Origines
Les années 2010 sont marquées par une double évolution du syndicalisme étudiant français, traditionnellement dominé par l'UNEF.
D'une part, plusieurs universités voient apparaître des syndicats étudiants locaux, revendiquant un fort ancrage à gauche et leur indépendance vis-à-vis des formations nationales, par exemple dans les établissements suivants :
- Paris-Sorbonne (l'AGEPS, créée en 2007 et issue de l'UNEF[10]),
- Rennes-II (l'Armée de Dumbledore, créée en 2015[11] et devenue depuis l'Union pirate[12]),

Lors des élections au CNESER de 2017, certaines de ces formations s'allient à Promotion et défense des étudiants (PDE) et constituent la liste Parole étudiante, qui obtient un siège au Cneser,.
D'autre part, l'UNEF subit une nette perte de vitesse. En juin 2017, elle perd sa place de première organisation étudiante au profit de la FAGE,. Elle est l'objet de plusieurs polémiques médiatiques, et de dissensions internes importantes. En septembre 2017, sept membres du bureau national de l'UNEF ainsi que sa trésorière, tous membres de la tendance Majorité nationale (TMN), sont démis de leur fonction en raison de leur proximité avec la France insoumise. Ces membres constituent d'abord un groupe d'opposition, les « Syndicalistes ».
En 2019, deux scissions distinctes ont lieu à la suite de ces événements :
- plusieurs sections locales liées aux « Syndicalistes »[réf. nécessaire] quittent l'UNEF pour fonder des syndicats locaux : l'Union des Étudiant⋅es de Grenoble (UEG), de Reims (UER), de l'Université de Paris (UEUP) et des Yvelines (UEY)[19] ;
- une des tendances minoritaires de l'UNEF (la TUAS[pas clair], correspondant à son aile gauche) annonce son départ du syndicat[20] et la plupart des militants scissionnaires fonde alors un nouveau syndicat national : la Fédération syndicale étudiante (FSE)[21],[22].

### Création de l'Alternative (2019)
L'Alternative naît dans ce contexte à l'occasion des élections au CNESER de 2019. Elle y porte une liste commune à de nombreux syndicats indépendants, notamment des syndicats qui avaient participé à la liste « Parole Étudiante » en 2017 mais aussi ceux nés des « Syndicalistes » de l'UNEF (qui sont fondés dans le même temps). Ces formations locales sont, par la suite, rejointes par la FSE ainsi que par quelques sections de Solidaires étudiant-e-s,,.
L'Alternative est officiellement constituée en août 2019 comme une association loi de 1901 à durée limitée (à deux ans, durée d'un mandat au CNESER),.

### Évolution de l'Alternative (2019-2023)

Le logo de L'Alternative de 2019 à 2023.

Lors des élections au CNESER de 2019, l'Alternative recueille 16 % des suffrages et remporte 2 sièges sur 11,. Elle acquiert ainsi le statut d'organisation étudiante représentative peu après sa création.
En 2020, elle participe au mouvement d'opposition au projet de loi de programmation de la recherche pour les années 2021 à 2030 porté par la ministre Frédérique Vidal.
Entre décembre 2020 et février 2021, elle est rejointe par six nouvelles organisations, mais les sections de Solidaires étudiant-e-s qui avaient participé à la fondation de L'Alternative la quittent.
En février 2021, L'Alternative adopte de nouveaux statuts qui pérennisent l'association, dont la durée est désormais illimitée. Le fonctionnement interne est également modifié, et L'Alternative se décrit désormais comme « une union associative et syndicale regroupant des organisations étudiantes locales ou nationales dans le but de représenter et défendre collectivement les usager⋅es de l'enseignement supérieur et de la recherche au niveau national »[source secondaire souhaitée].
Lors des élections au CNESER de 2021, L'Alternative s'allie à Solidaires étudiant-e-s et à la Fédération syndicale étudiante (désormais présentée comme partenaire indépendant et non comme composante de L'Alternative). Leur liste obtient deux élus, devient la deuxième liste en termes de voix et revendique d'être désormais la principale force étudiante d'opposition,. Six mois plus tard, L'Alternative se présente pour la première fois aux élections des œuvres universitaires et obtient la troisième position, obtenant entre 22 et 30 élus, arrivant en tête dans trois CROUS et remportant deux des huit sièges au conseil d'administration du CNOUS au terme d'une nouvelle alliance avec Solidaires et la FSE,.
Au début de l'année 2023, L'Alternative participe au mouvement contre la réforme des retraites portée par le gouvernement Borne, et organise notamment une marche le 21 janvier avec la France insoumise.

### Création de l'Union étudiante
La création de l'Union étudiante intervient dans le contexte d'une crise interne au sein de l'UNEF. Au début du mois d'octobre 2022, un épisode de violences verbales, psychologiques et physiques qui sont principalement réalisées au sein de l'équipe statutaire de l'organisation entraîne une fracture au sein de la tendance en direction. Après plusieurs mois de conflit interne, les membres de la tendance ayant dénoncé ces comportements renoncent à se faire entendre en interne de l'UNEF et se rapprochent de l'Alternative pour créer l'Union étudiante.
Le 4 avril 2023, à quelques mois des élections au CNESER, la création de l'Union étudiante est annoncée. 17 sections de l'UNEF (sur 40) quittent le syndicat historique. Les dirigeants de l'Union étudiante affirment vouloir assumer « l'héritage de l'UNEF ». Le congrès de fondation de l'organisation a lieu les 22 et 23 avril,,.

### Premiers succès électoraux
Les élections au CNESER qui se déroulent 2 mois après la création de l'Union étudiante sont marquées par un premier succès pour le nouveau syndicat qui obtient trois élus (sur onze) ; loin derrière la FAGE (qui obtient six sièges), mais loin devant l'UNI et l'UNEF (qui obtiennent un siège chacun),.
Lors des élections des CROUS qui se déroulent du 6 au 8 février 2024, les listes portées par l'Union étudiante seule obtiennent 57 sièges, mais celle-ci en a obtenu au total 64 en y ajoutant les sièges obtenus par des listes d'union (avec l'UNEF et/ou Solidaires étudiant-e-s). La nouvelle organisation arrive ainsi en tête en termes de sièges, au coude-à-coude avec la FAGE - qui reste en tête en termes de voix si l'on ne compte que les listes sans union -. La liste confirme ensuite sa percée en obtenant 3 des 8 élus étudiants aux élections du conseil d'administration du CNOUS et en récoltant le plus de voix parmi l'ensemble des élus étudiants des Crous avec 66 voix, devant la FAGE (3 élus et 60 voix), l'UNEF (2 élus et 37 voix) et l'UNI (aucun élu et 10 voix).

### Division
Lors des élections CNESER de 2025, l'organisation se divise et deux listes CNESER issues du réseau de l'Union étudiante sont présentées aux élections. Le 26 mai 2025, la fédération exclut de son réseau six de ses sections locales, qui ont déposé la liste dissidente. L'Union étudiante obtient 3 sièges et se maintient à la deuxième place, la liste dissidente appelée « Coordination Féministe, Antiraciste et Écologiste - Étudiant·e·s Solidaires » obtient, quant à elle, 1 siège.

## Fonctionnement
L'Union étudiante adopte une structure fédérale. L'Alternative se fondait déjà sur un modèle fédéral. Ainsi, elle se présentait davantage comme « une union d'organisations locales » que comme un syndicat étudiant national, s'interdit l'ingérence dans les affaires de ses membres, et dispose d'un exécutif réduit à six personnes. Ce modèle fédéral évolue à la création de l'Union étudiante, qui est dotée d'un conseil d'administration (où chaque organisation membre dispose d'une voix) et d'une équipe nationale de plus d'une dizaine de membres, élus démocratiquement.
Comme organisation étudiante représentative, l'Alternative bénéficiait d'une subvention publique de 131 175 € par an en 2021, destinée à la formation de ses élus et à son fonctionnement.

## Positionnement politique

### Prises de position
Les positions prises par l'Union étudiante la rattachent à la gauche,,. Elle défend en particulier l'absence de sélection dans l'enseignement supérieur, revendication historique du mouvement étudiant,,. Elle s'implique dans les mobilisations contre la précarité étudiante, réclamant une réforme des bourses universitaires, l'instauration d'un revenu d'autonomie pour toutes et tous ainsi qu'un plus grand investissement de l'État dans les domaines du logement, de la santé étudiante et de l'alimentation, entre autres,,,.
Elle porte un regard critique sur les évolutions d'inspiration néolibérale, du système universitaire français depuis les années 2000. Elle s'oppose ainsi à la sélection à l'université (contre Parcoursup et MonMaster)[source insuffisante], aux fusions d'universités, aux « politiques d'austérité » dans l'enseignement supérieur, à la délivrance de diplômes nationaux par des établissements privés ou à la différenciation des droits d'inscription dans les universités,.
Pendant la crise du Covid-19, L'Alternative défend la validation automatique du semestre de printemps 2020 et s'oppose à la télé-surveillance des examens dont elle dénonce le caractère intrusif et inégalitaire,. Elle appelle également l'État à investir dans l'enseignement supérieur pour permettre le déroulement des cours en présentiel,. Après l'instauration d'un tarif de 1 € (au lieu de 3,30 €) pour les repas des étudiants boursiers au restaurant universitaire, elle revendique l'extension de ce tarif à tous les étudiants aux côtés de plusieurs autres associations. Cette demande est accordée après quelques mois, puis retirée à la rentrée 2021. L'Alternative se mobilise à nouveau contre ce retrait,.
L'Union étudiante mène une campagne de rentrée en 2023 pour alerter sur les conditions de logement des étudiants en réalisant une enquête sur l'ensemble du territoire. L'objectif de l'organisation est de demander un plan d'urgence et un plan pluriannuel d'investissement dans le logement étudiant, mais aussi revendiquer un revenu d'autonomie pour l'ensemble des étudiants.
L'Union étudiante et ses syndicats locaux participent au printemps 2024 aux mobilisations en réaction aux bombardements que subit la bande de Gaza, en organisant et participant à des blocages sur les lieux d'études et à des manifestations. L'Union étudiante montre son opposition aux violences policières dont sont victimes les étudiants, notamment à Sciences Po.

### Proximité avec la France insoumise
L'Union étudiante regroupe des syndicats locaux dont les membres ont des positionnements divers sur la gauche de l'échiquier politique.
Cependant, elle est considérée comme proche de La France insoumise,. C'est le cas d'une partie de ses fondateursainsi que de plusieurs de ses responsables nationaux qui ont pu militer sous les couleurs insoumises aux élections européennes[source secondaire nécessaire], régionales, présidentielles, puis législatives.[Interprétation personnelle ?]. L'organisation organise plusieurs manifestations avec des partis politiques dont la France insoumise, notamment dans le cadre de la mobilisation contre la réforme des retraites en 2023.
En juin 2024, elle appelle ses militants à s'engager dans l'alliance de gauche du Nouveau Front populaire, en militant et votant pour celle-ci, formée dans le cadre des élections législatives anticipées. Certains de ses membres ou anciens membres sont alors investis par la coalition : Jade Béniguel (2e du Morbihan), Léo Metayer (2e de Maine-et-Loire), Marie Mesmeur, fondatrice de l'Alternative (1re d'Ille-et-Vilaine) et Hugo Prevost co-porte-parole du syndicat en 2023 (1re de l'Isère), une fois élus, ils siègent au sein du groupe insoumis à l'assemblée nationale.

## Polémique

### Accusation d'agressions sexuelles et de violences sexistes
Dans un communiqué daté du 8 octobre 2024, l'organisation syndicale accuse Hugo Prevost, fondateur et ancien porte-parole du syndicat, devenu député LFI de l'Isère, "de faits de harcèlement moral et sexuel, de schémas de prédation, et de faits graves pénalement répréhensibles à caractère sexuel". Le communiqué précise qu'Hugo Prévost aurait profité de sa situation de responsabilité dans l'organisation syndicale pour exercer un "contrôle politique et sexuel" sur les militantes entre 2020 et 2024. À la suite de ces révélations, Hugo Prevost démissionne de son mandat de député et refuse de commenter les accusations,,.

## Détail des résultats électoraux nationaux

### Au CNESER
| Année | Voix | %     | Sièges | Rang | Commentaire |
| ----- | ---- | ----- | ------ | ---- | --- |
| 2019  | 222  | 16,5  | 2 / 11 | 3e   | |
| 2021  | 233  | 17,2  | 2 / 11 | 2e   | La liste présentée est une union avec Solidaires étudiant-e-s et la FSE. Des deux sièges obtenus, un seul revient effectivement à L'Alternative.                 |
| 2023  | 372  | 26,7  | 3 / 11 | 2e   | |
| 2025  | 370  | 21,41 | 3 / 11 | 2e   | Une liste dissidente appelée "Coordination Féministe, Antiraciste et Écologiste - Etudiant-es Solidaires" obtient 183 voix soit 10,59% des suffrages et 1 siège. |

### Au sein des œuvres universitaires

#### CROUS
| Année | Sièges   | Rang | Voix   | %  | Commentaire |
| ----- | -------- | ---- | ------ | -- | --- |
| 2022  | 22 / 177 | 3e   |        |    | Les chiffres varient entre 22 et 30 élus.                                                                                          |
| 2024  | 64 / 182 | 1er  | 59 942 | 26 | La liste devient majoritaire et atteint la première place en nombre de sièges obtenus et nombre de voix, devançant de peu la FAGE. |

#### CNOUS
| Année | Voix CNOUS | %     | Sièges | Rang | Commentaire |
| ----- | ---------- | ----- | ------ | ---- | --- |
| 2022  | 36         | 20,45 | 2 / 8  | 3e   | La liste présentée est une union avec Solidaires étudiant-e-s et la FSE. Des deux sièges obtenus, un seul revient effectivement à L'Alternative. |
| 2024  | 66         | 38,15 | 3 / 8  | 1er  | Liste majoritaire au nombre de votants qui se sont exprimés.                                                                                     |

## Anciens responsables et personnalité liée
- Marie Mesmeur, députée LFI de la XVIIe législature
- Hugo Prevost, cofondateur de l'Union étudiante[83], député LFI de la XVIIe législature, exclu de l'organisation après des accusations d'agressions sexuelles[83]